# 黃寶
黃寶（15世紀—1523年），字廷用，湖廣長沙府善化縣人，明朝政治人物。

## 生平
黃寶是成化十六年（1483年）庚子科湖廣鄉試舉人，二十年（1484年）聯捷甲辰科進士。任吏部郎中，處理典選事項公慎廉明，曾上疏疏通選法三事，有「黃寶不愛寶」的歌謠傳頌，弘治十一年（1498年）閏十一月陞太常寺少卿，丁憂服闋，十六年（1503年）九月復任添註順天府府丞，十七年（1504年）七月陞右通政。
正德三年（1508年）四月陞應天府府尹，四年（1509年）二月陞都察院右副都御史、巡撫陝西，當時潼關饑荒，城堡倒塌，軍情緊急難以預備，他卻能肅整紀律、清理壁壘、準備糧餉、策防邊患，地方賴以安寧，五年（1510年）四月因忤逆劉瑾被勒令冠帶閒住，七月劉瑾敗亡，十月復任都察院右副都御史、巡撫山東，陞吏部右侍郎，後因病辭官回鄉，有《東崗集》流傳。嘉靖二年（1523年）去世，死後得賜祭葬，入祀鄉賢祠。

## 引用
1. 1 2  光緒《善化縣志·卷二十三·人物一》：黃寶，字廷用，興輔曾孫，成化進士，厯吏部郎，典選事公慎廉明，有「黃寶不愛寶」之謠，遷太常寺少卿，擢副都御史巡撫陝西，時潼關大饑，城堡多圮，羽檄旁午倉卒莫備，寶肅紀律、清壁壘、豫餽餉、達烽燧、恤災沴、屏黠猾、策防邊患，秦地賴以寧，逆瑾柄國罷歸，瑾敗復起巡撫山東，移疾歸著，有《東崗集》，賜祭葬，祀鄉賢。
2. ↑  光緒《善化縣志·卷二十一·選舉一》：進士……明……成化二十年甲辰科李旻榜 黃寶 太常寺少卿，山東學政，順天府丞，應天府尹，右副都御史，厯任陝西、山東巡撫，升吏部右侍郎……舉人 明……成化十九年癸卯科 黃寶 舊志戊子，甲辰進士
3. ↑  《明孝宗敬皇帝實錄·卷一百九》：（弘治九年二月丙辰）吏部郎中黃寶言疏通選法三事……
4. ↑  《明孝宗敬皇帝實錄·卷一百四十四》：（弘治十一年閏十一月）乙丑陞吏部郎中黃寶為太常寺少卿。
5. ↑  《明孝宗敬皇帝實錄·卷二百三》：（弘治十六年九月乙亥）太常寺少卿黃寶丁憂服闋，添註順天府府丞。
6. ↑  《明孝宗敬皇帝實錄·卷二百十四》：（弘治十七年七月）丁未陞順天府府丞黃寶為通政司右通政，提督謄黃。
7. ↑  《明武宗毅皇帝實錄·卷三十七》：（正德三年四月壬辰）陞通政司右通政黃寶為應天府府尹。
8. ↑  《明武宗毅皇帝實錄·卷四十七》：（正德四年二月辛巳）陞應天府府尹黃寶為都察院右副都御史、巡撫陝西等處，仍令乘傳至京領敕，凡巡撫遷轉無躬領敕者，瑾欲要謝賂，故創此例。
9. ↑  《明武宗毅皇帝實錄·卷六十二》：（正德五年四月甲辰）罷巡撫陝西都御史黃寶，令冠帶閒住……
10. ↑  《明武宗毅皇帝實錄·卷六十八》：（正德五年十月）庚戌起用……都察院右副都御史黃寶巡撫山東……